# Pass Port
|  | Denne artikel er oprettet af botten Steenthbot ud fra en ekstern database. Den kan derfor have sproglige fejl eller mangler. Denne skabelon kan fjernes efter kontrol af indholdet. |

Pass Port er en dansk eksperimentalfilm fra 2016 instrueret af Alex Burceff og Lars Mikkes.

## Handling
En utilfreds eneboer tror han vil få det bedre, hvis han møder andre mennesker i den ellers tomme verden. Men efter at være draget ud, blevet mødt og afvist af mennesker, fordi han ikke havde samme pas som dem, drager han tilbage til sit hjem samtidigt med, at han udvikler sig og bliver taknemlig.

## Medvirkende
- Lars Mikkes
- Finn Jensen
- Leif Olander